# Église Saint-Constance de Pérouse
L'église Saint-Constance (en italien : chiesa di San Costanzo), est un édifice religieux dédié à saint Constance de Pérouse, datant des XIIe et XIXe siècles, qui se trouve dans le Borgo XX Giugno, centre historique de la ville de Pérouse en Ombrie.

## Histoire
L'église Saint-Constance, du nom du premier épiscope devenu co-patron de Pérouse, avec les saints Laurent, Herculan et Louis d'Anjou, a été édifiée en 1143 sur le site de la sépulture du saint et reconstruite un siècle plus tard. Elle a été complètement restaurée en 1890 en style néo-roman.

## Description
L'église possède un portail de style roman du XIIe siècle et un autel absidial datant de 1205. 

### Extérieur
L'extérieur, ainsi que le côté nord est entouré par un portique surmonté d'un clocher en style roman avec des rappels gothiques. Le toit est incliné, soutenu par des poutres en bois.
La façade possède un portail de marbre dans la lunette duquel est inséré un bas-relief de terre cuite représentant le saint bénissant à mi-buste. Au-dessus du portail, il y a la rosace avec des hauts reliefs représentant les symboles allégoriques des quatre évangélistes.
Au-dessus de la rosace, le tympan est revêtu d'un haut-relief en terre cuite représentant le Christ bénissant trônant dans une mandorle, entouré de vigne et de décorations florales.

### Intérieur
L'église de San Costanzo est à nef unique se terminant à l'est par une abside. L'intérieur est décoré de fresques.

## Galerie

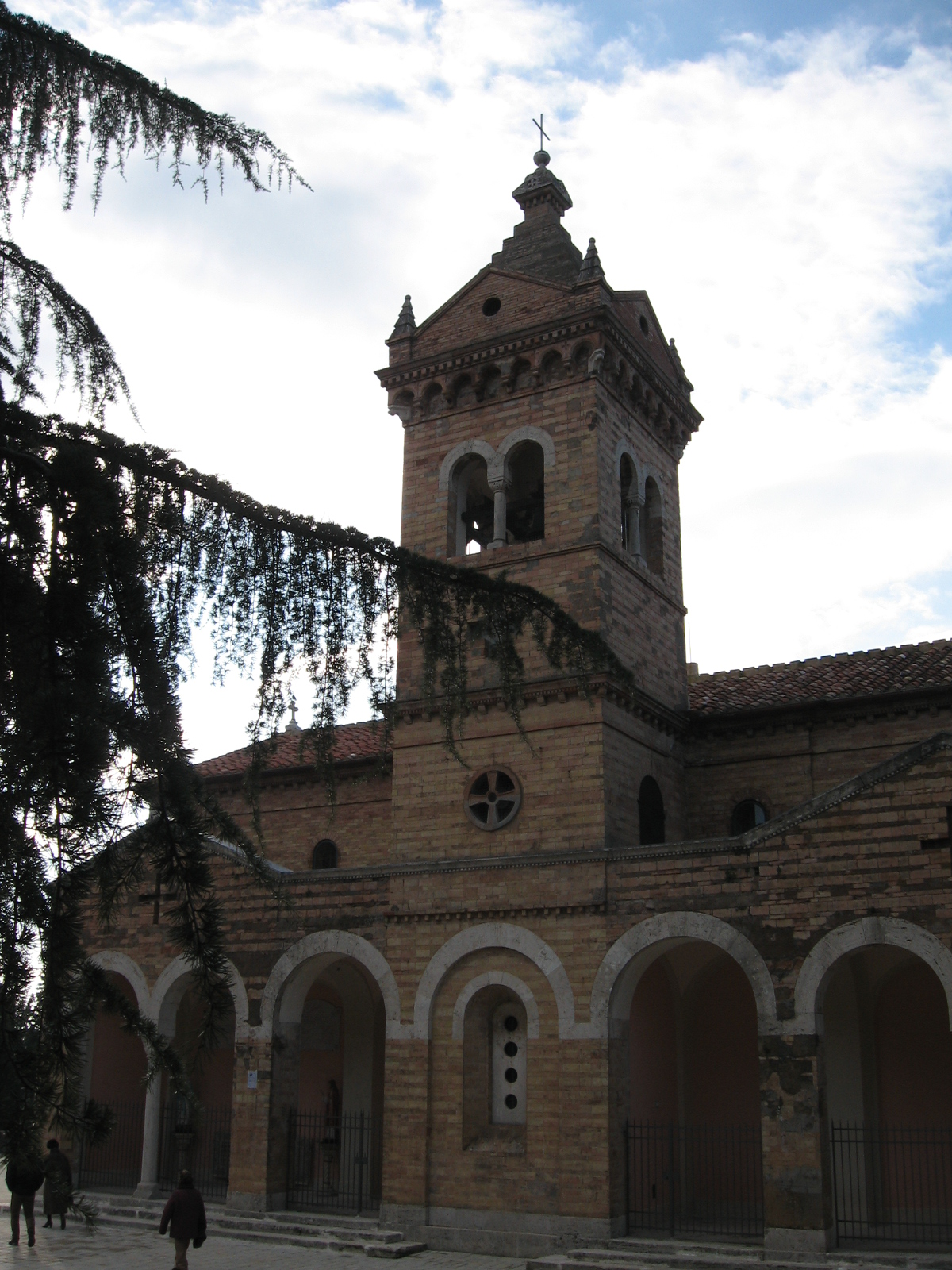
Façade latérale avec le campanile.
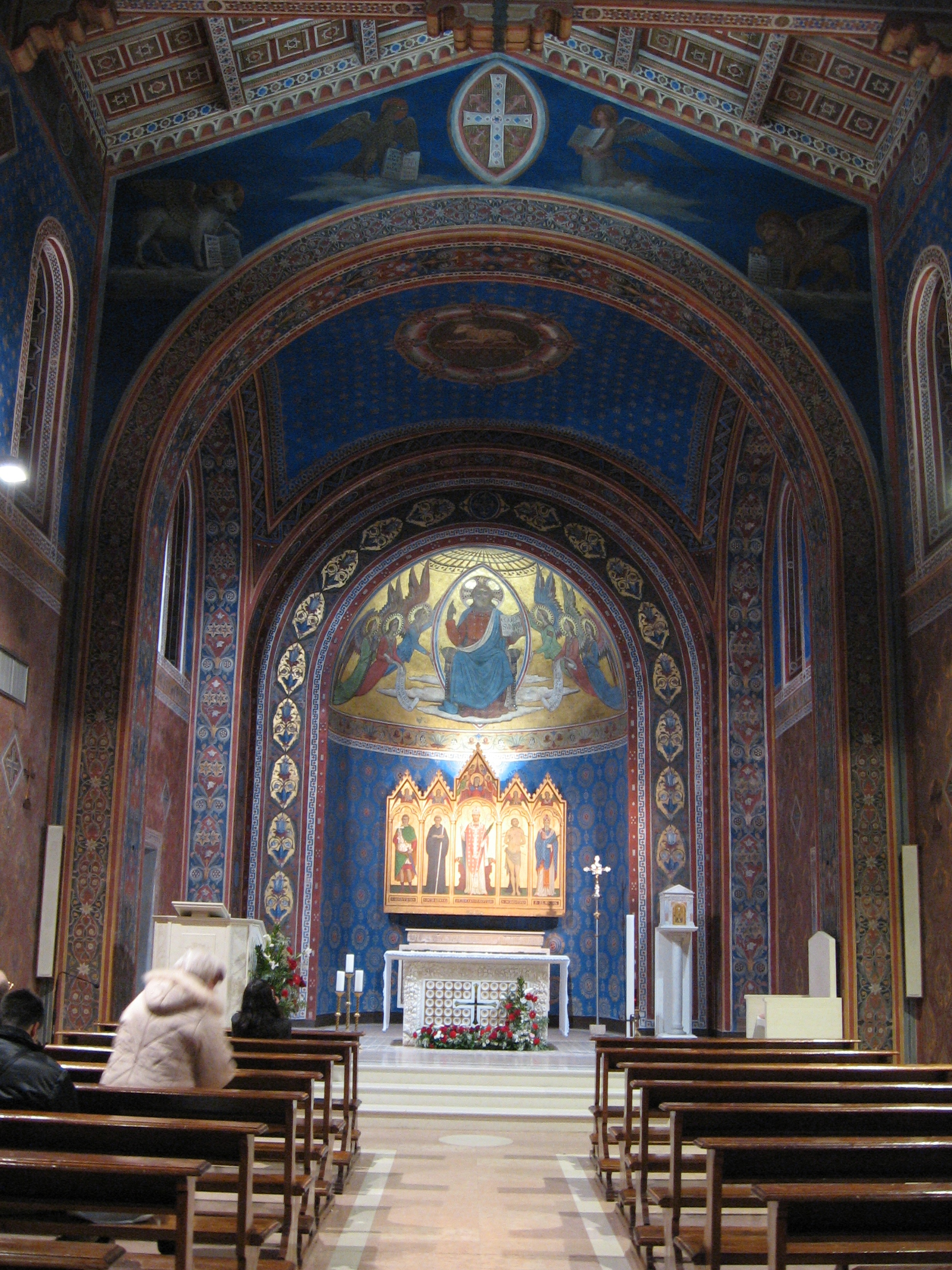
Nef de l'église.
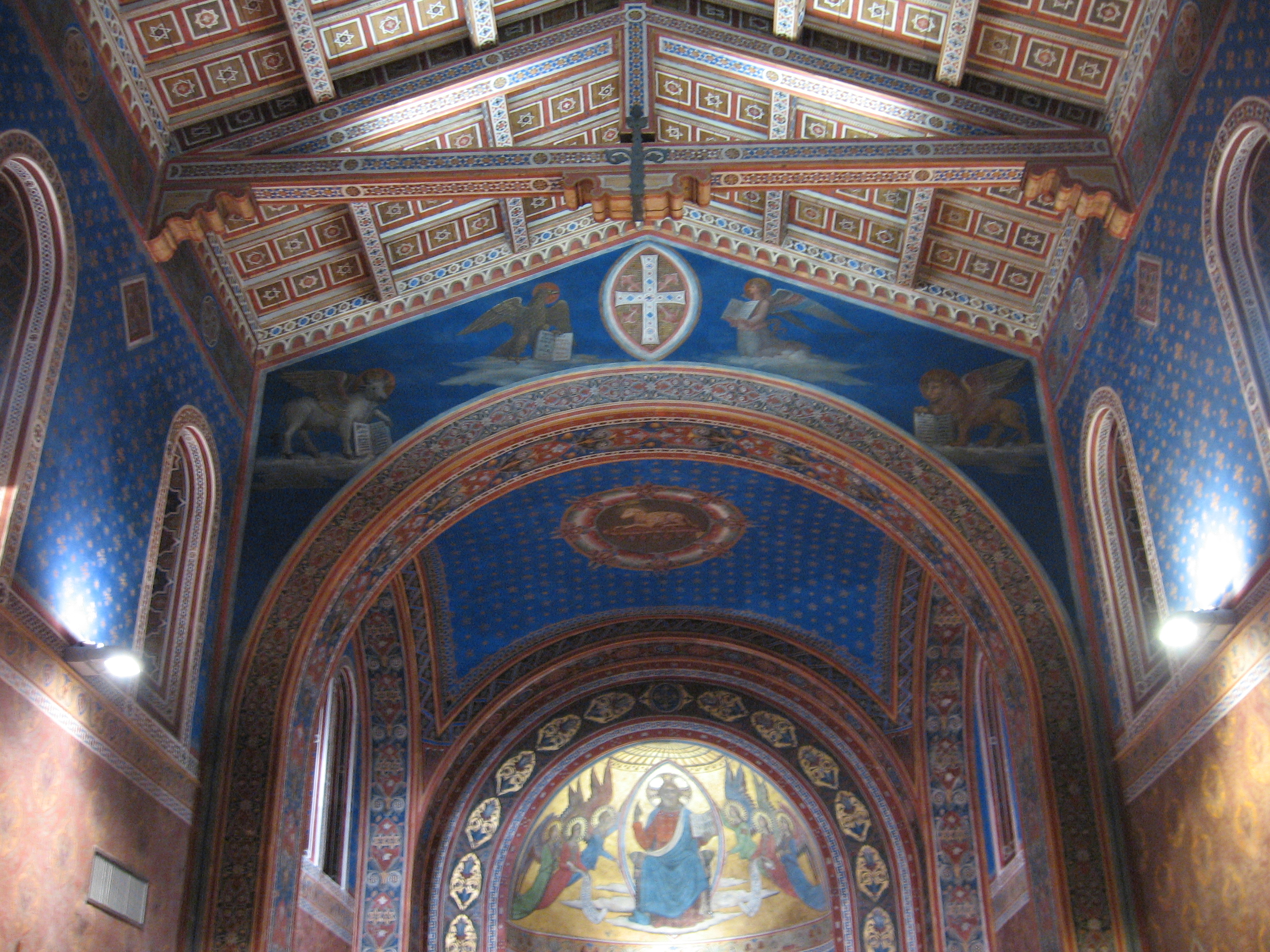
Fresques de l'abside.
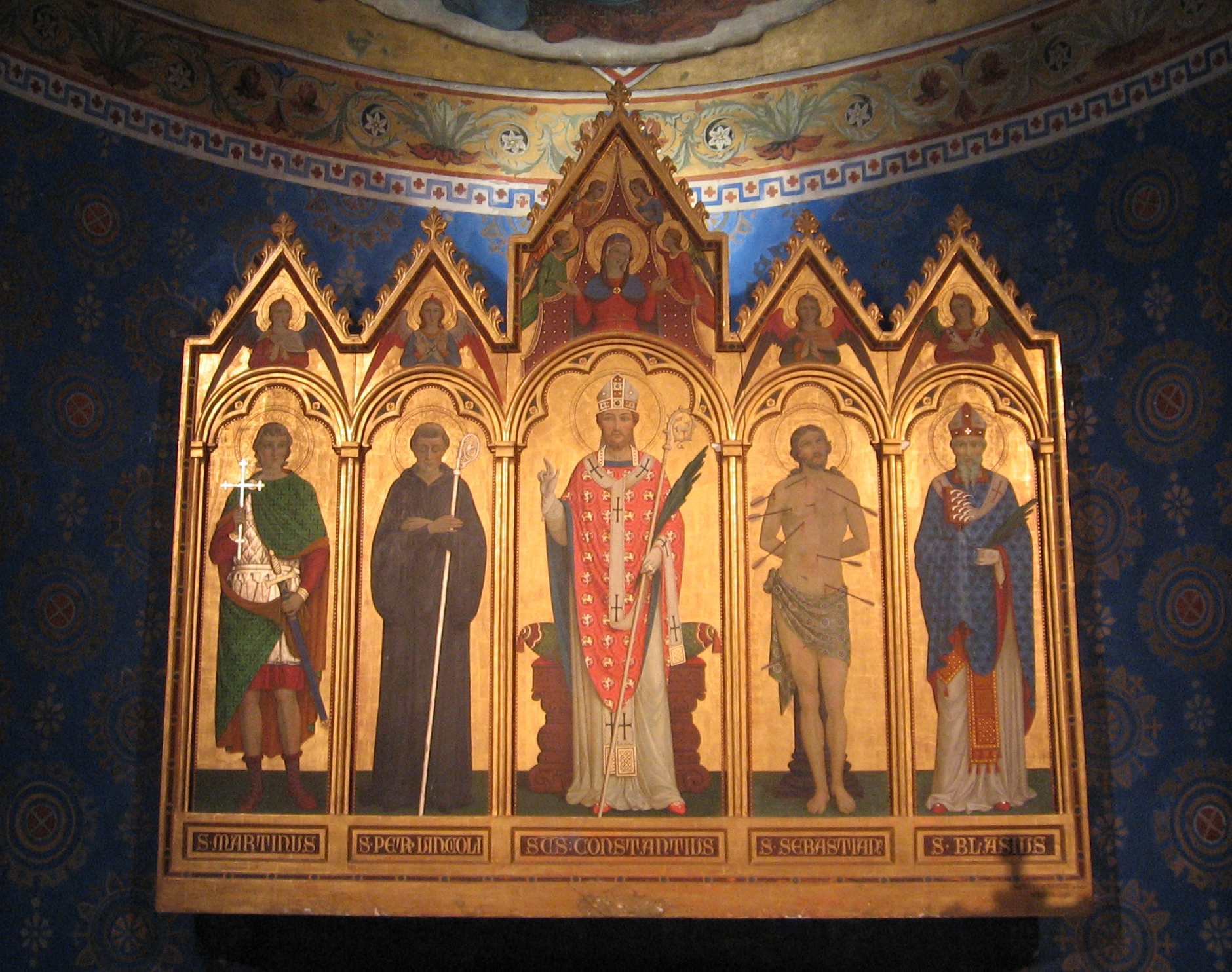
Polyptyque de l'autel.